# 武宣皇后卞氏
卞氏（べんし、延熹3年12月（160年1月） - 太和4年（230年））は、中国後漢末期から三国時代にかけての人物。徐州琅邪郡開陽県（現在の山東省臨沂市蘭山区）の出身。曹操の妻。父は卞遠。弟は卞秉。子は曹丕・曹彰・曹植・曹熊。魏が建てられると皇后を追贈された。諡は宣で、諡号としては武宣皇后。

## 経歴
元は歌妓であったが、20歳のとき（179年）に当時譙にいた曹操に迎え入れられ妾となった。曹操は董卓を避けるために一時的に行方不明になり、曹操の部下はすべて曹操の元を離れようとしたが、彼女に止められた。
建安2年（197年）頃丁夫人が廃されると後妻になり、子や異母兄弟も養育した。華美を好まない倹約家で慎み深く、節度を重んじた。建安6年（211年）の潼関の戦いや、建安21年（216年）の濡須口の戦いにも同行した。
初め、名門の出である丁夫人からは軽蔑されていたが良く仕えた。丁夫人が曹操と離縁した後も、時候の挨拶を欠かさないなど配慮を続けたため、やがて丁夫人からも感謝されるようになった。丁夫人がまもなく死去すると、曹操に丁夫人の遺骸埋葬を願い出て許可されている。
建安21年（216年）5月、曹操は王位に就くと、夫人（側妃）の位に留まる。同22年（217年）長男の曹丕は太子に正式に指名された。同24年（219年）7月、多くの子を育てる功績により夫人から王后に昇格する。同25年（220年）1月、曹操没後は王太后と号した。同年10月に曹丕の即位に伴い皇太后となり、永寿宮と称した。黄初6年（226年）に曹叡が即位すると太皇太后になった。太和4年（230年）に亡くなり、高陵（曹操の墓）へ葬られた。

## 逸話
『魏志』武宣卞皇后伝注に引く王沈『魏書』では、曹操が手に入れた複数の耳飾を卞氏に選ばせると、彼女は中級の品を取った。曹操が理由を尋ねると「上等な物を選ぶと欲深な者と思われ、下等な品を選べば偽りの倹約と思われるため、中程のものを選びました」と言った。
『魏略』では、卞夫人は何度も夫に弟の卞秉への官位と金銀財宝をあげてほしいと頼んだが、曹操は「ひそかに彼をたくさん援助したのではないか」という理由で、断った。曹操が生きている間に卞秉は手厚い待遇を受けていない。
曹丕が女性の政治介入を許さないという詔書を出したため、皇太后であっても政治の実権はほとんどない。しかし、曹丕が個人的な恨みで曹洪を殺害しようとした時、曹丕の后郭氏を通じて必死の助命嘆願を行い、その結果、曹洪は助けられたとされる。

## 遺骨
2009年、河南省で曹操の陵墓が発見されたとき、壮年男性の遺骨、壮年女性の遺骨、若い女性の遺骨の3体の遺骨が発見された。男性の遺骨は安置の状況から、陵墓の主たる被葬者と考えられ、曹操の遺骨だとの結論が出された。一方で中国社会科学院考古研究所は、2体の女性遺骨のうち壮年女性の遺骨は、『魏志』の「武宣皇后紀」の記述から武宣皇后と推定している。武宣皇后と思われる遺骨は死亡時50代を過ぎており、没年からして曹操より20歳ほど年下だったと考えられている。しかし歴史記録によると、武宣皇后は死亡時に70代で、曹操（65〜66歳）との年齢差は5歳程度であったとされる。

## 備考
後に、弟の卞秉の曾孫が曹髦（高貴郷公）の皇后に、孫が曹奐（元帝）の皇后に立てられた。